# Forráslápok

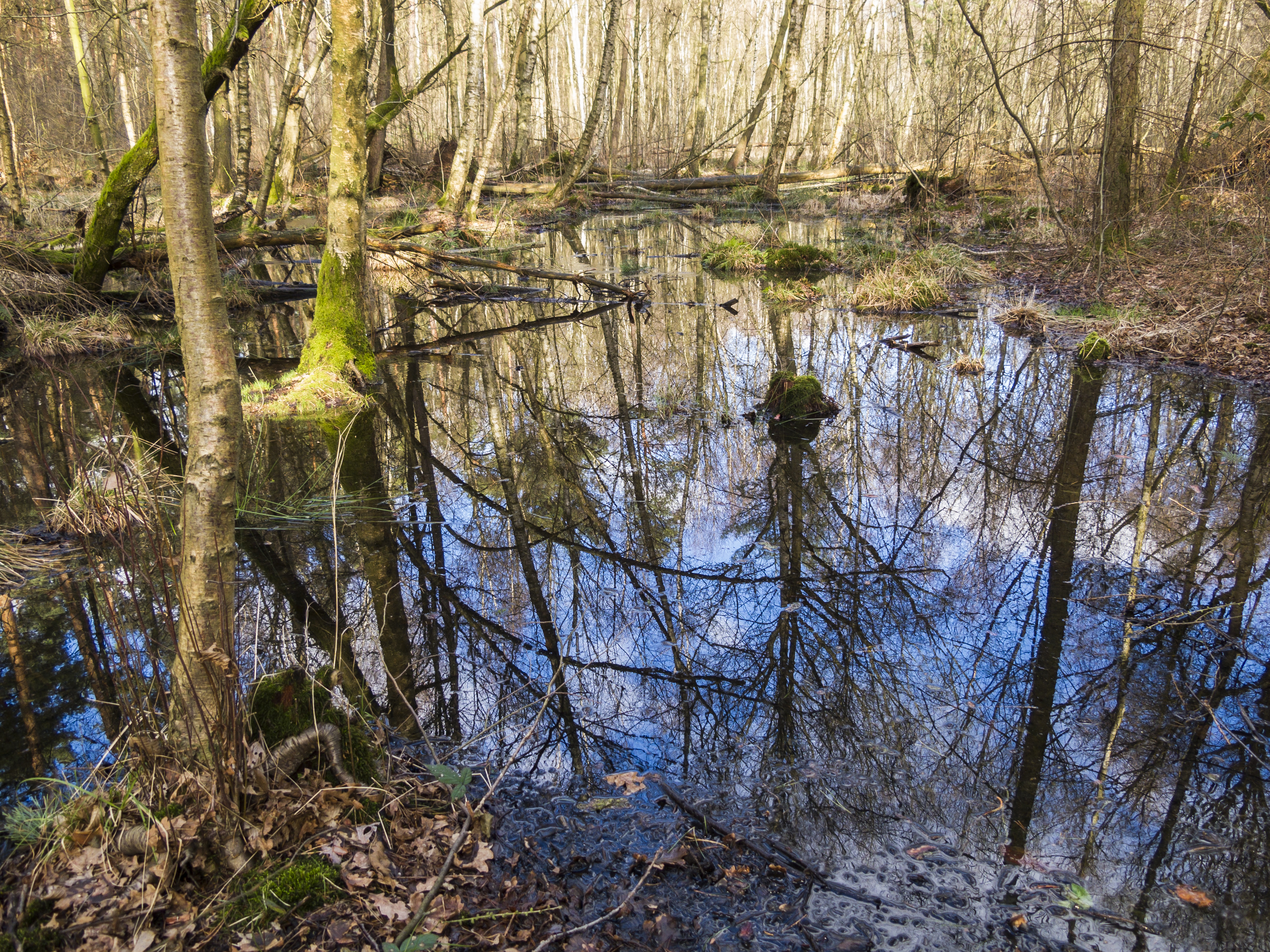
Forrásláp a németországi Braunschweig tartományban

A forrásláp a síklápok egyik típusa; a víz származása szerint a szoligén síklápok közé tartoznak, vagyis azok közé, ahol a láp vízellátását a talajból fakadó, áramló víz biztosítja. Minden esetben a felszínre vagy a felszín közelébe feltörő rétegvizek (források) felett, sík vagy gyenge lejtésű területeken alakulnak ki, és általában kis (maximum néhány hektáros) kiterjedésűek. Kevés tőzeget tartalmaznak, mert az oxigénben dús, friss forrásvíz hatására a szerves üledék nagy része lebomlik. Nem tévesztendők össze a források kifolyóiban kialakuló forrásgyepekkel, azaz a Montio-Cardaminetea társulástani osztály növénytársulásaival.

## Növényzetük
A forráslápok növénytársulásai alapvetően a talaj és az alapkőzet mésztartalma, illetve ennek megfelelően a jellegadó fajok mészigénye, illetve mésztűrése szempontjából választhatók ketté, meszes forráslápokra (Carici lepidocarpae - Cratoneuretum filicini), illetve a mészmentes alapkőzetű hegy- és dombvidékeken kialakuló mészkerülő forráslápokra (Cardaminetum amarae).

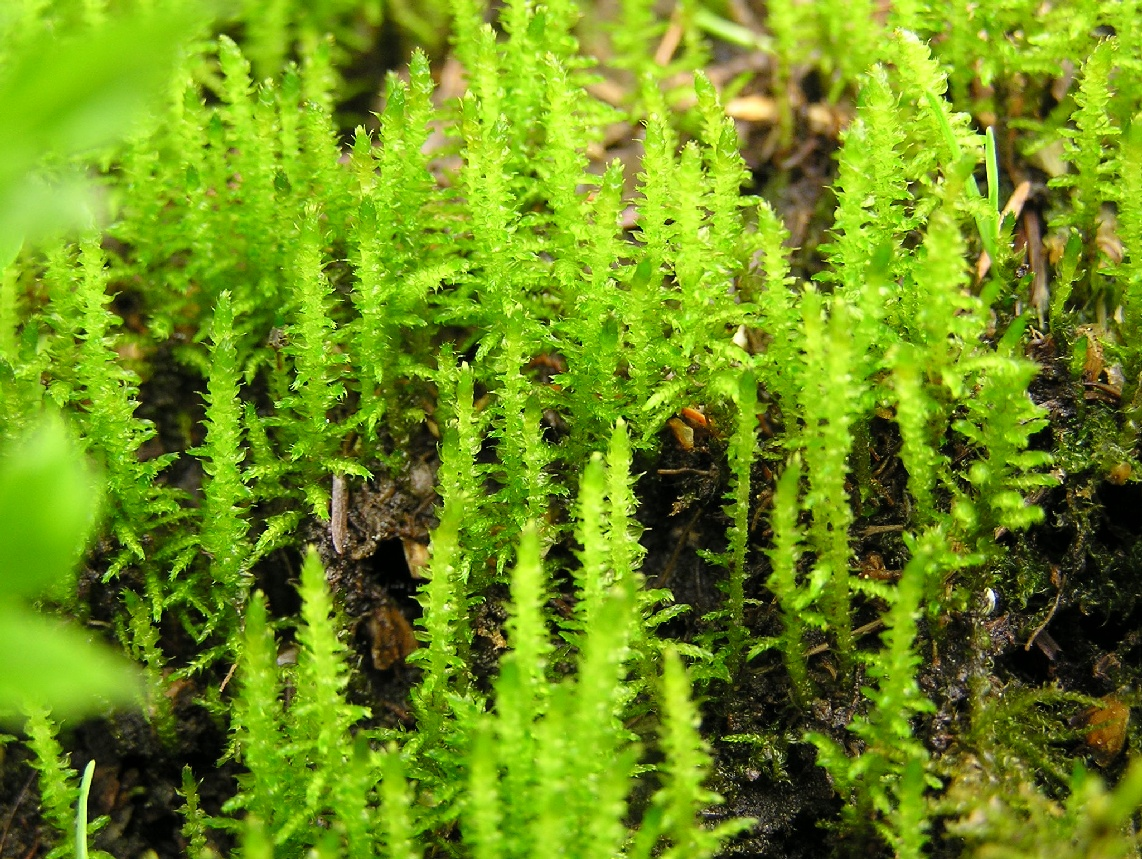
Barkaszárú moha (Cratoneuron commutatum)

A meszes forráslápok (Carici lepidocarpae - Cratoneuretum filicini) mindig meszes alapkőzeten (mészkő, dolomit) alakulnak ki, a források kifolyásainál. Jellemző növényfajai a pikkelyes sás (Carex lepidocarpa), a közönséges erdeikáka (Scirpus sylvaticus), a vastagerű moha (Cratoneuron filicinum) és a barkaszárú moha (Cratoneuron commutatum). Meszes forráslápok a Kárpát-medencében több helyen is előfordulnak, főként a Bükk-vidéken, a Vértesben és a Balaton-felvidéken.

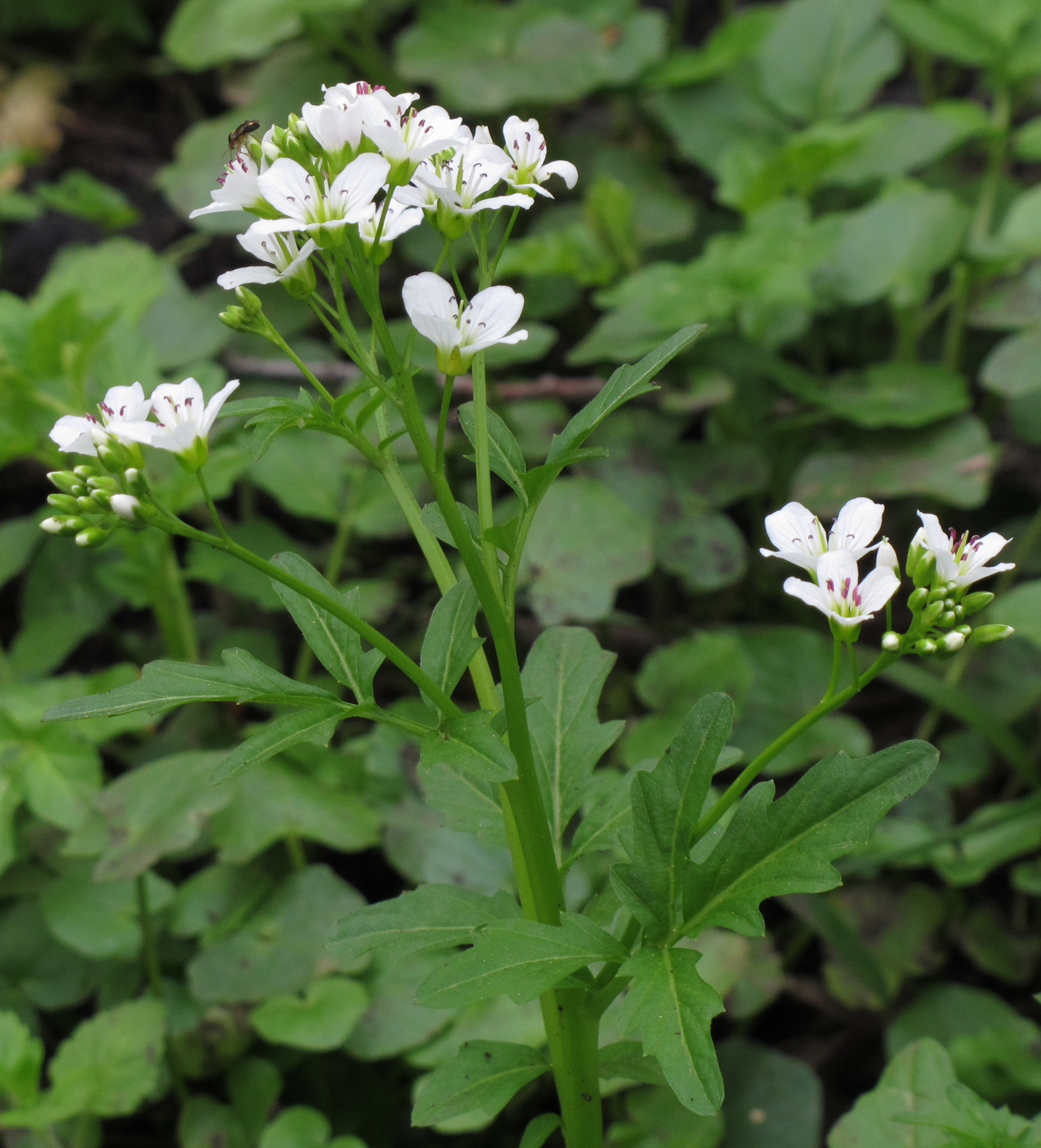
Keserű kakukktorma (Cardamine amara) - a mészkerülő forráslápok egyik legjellemzőbb növényfaja

A mészkerülő forráslápok (más néven kakukktormás forráslápok; Cardaminetum amarae) pionír jellegű növénytársulások, amelyek többnyire szilikátos alapkőzeten, neutrális vagy gyengén savanyú vizű források felszínre törésénél jönnek létre. Jellegadó növényfajai a hideg, tiszta vizet kedvelő, mészkerülő fajok, mint például a keserű kakukktorma (Cardamine amara), a lómenta (Mentha longifolia), a tavaszi forrásfű (Montia fontana), a veselke (Chrysosplenium alternifolium) vagy a széleslevelű gyapjúsás (Eriophorum latifolium). A mai Magyarország területén csak szórványosan fordul elő ilyen forrásláp, a Bükk-vidéken, a Vértesben, a Bakonyban és a Nyugat-Dunántúl peremvidékein.

## Természetvédelmi jelentőségük

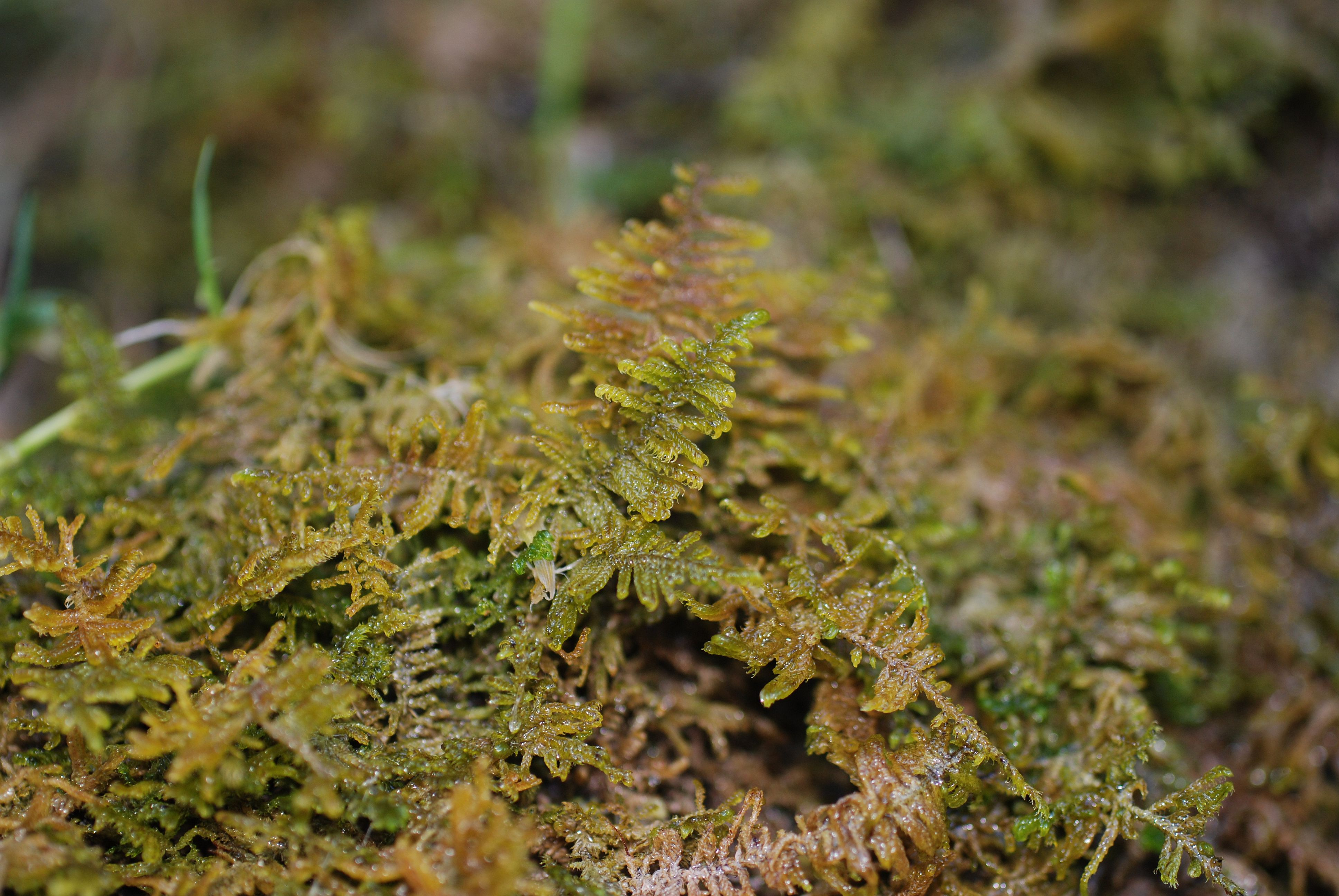
Vastagerű moha (Cratoneuron filicinum)

A forráslápok természetvédelmi jelentőségét nem annyira az ilyen növénytársulásokban előforduló növény- és állatfajok természetvédelmi értéke, mint inkább az adja, hogy érzékeny, pontos indikátorai az adott forrás (és az azt ellátó vízgyűjtő terület) vízminőségének – ez különösen a közelben található települések ivóvízbázisát jelentő karsztvizek esetén lényeges. A forráslápok mindenkori állapota jól jelzi a vízbázis minőségi és mennyiségi változásait is, tehát víz szennyeződését éppúgy, mint a vízszint süllyedését.
Az ilyen növénytársulásokat elsősorban a forrásvíz közvetlen elszennyeződése, valamely tápelem szintjének feldúsulása, vagy a víz elapadása, továbbá a forrás kiépítése, vagy a környék beépítése veszélyezteti leginkább. Magyarországon a forráslápok országosan nem, de egyes állományok lokálisan veszélyeztetettek.
Hazánkban minden forrásláp – a természet védelméről szóló 1996. évi LIII. törvény 23. §-ában foglaltak alapján – ex lege, vagyis a törvény erejénél fogva természetvédelmi oltalom alatt áll.